# دراغان مانسي
دراغان مانسي (بالصربية: Драган Манце)‏ هو لاعب كرة قدم صربي في مركز الهجوم، ولد في 26 سبتمبر 1962 في بلغراد في صربيا، وتوفي في 3 سبتمبر 1985 في زمون ‏ في صربيا بسبب حادث مرور. شارك مع منتخب يوغوسلافيا لكرة القدم. أما مع النوادي، فقد لعب مع نادي بارتيزان.

## وصلات خارجية
- دراغان مانسي على موقع قاعدة بيانات كرة القدم.إي يو (الإنجليزية)
- دراغان مانسي على موقع ناشيونال فوتبول تيمز (الإنجليزية)
- دراغان مانسي على موقع عالم كرة القدم.نت (الإنجليزية)